# Peter Kneißl

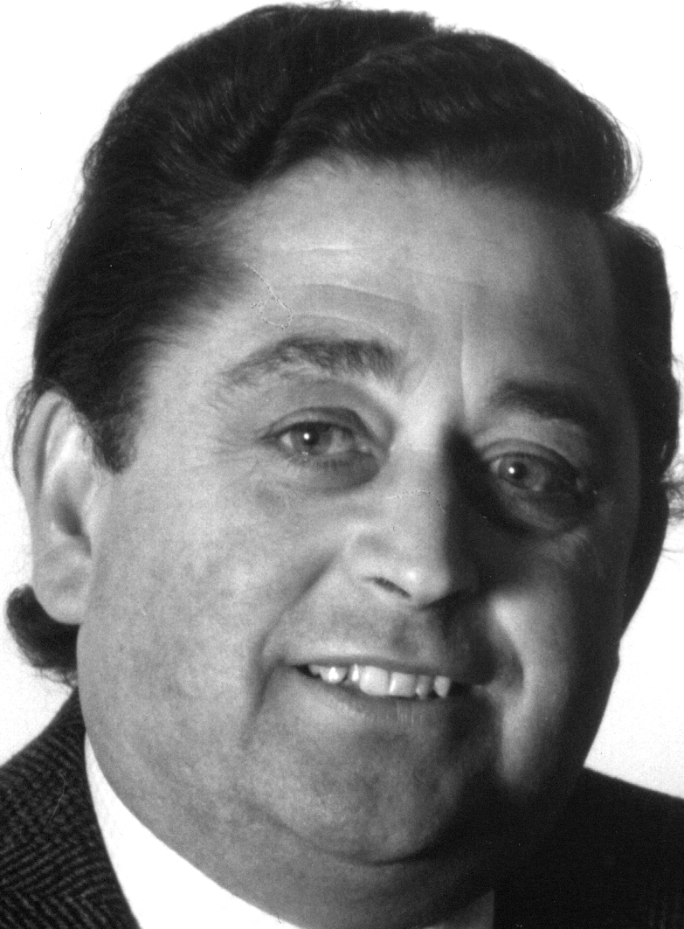
Peter Kneißl

Peter Kneißl (* 12. Januar 1938 in Bischofteinitz; † 17. Dezember 2020 in Berlin) war ein deutscher Althistoriker.

## Leben und Wirken
Peter Kneißl studierte Geschichte, Klassische Philologie und Archäologie an der Universität Marburg. Er wurde dort 1968 mit einer von Karl Christ betreuten Arbeit zum Thema Die Siegestitulatur der römischen Kaiser. Untersuchungen zu den Siegerbeinamen des 1. und 2. Jahrhunderts promoviert. Kneißl habilitierte sich 1977 ebenfalls dort. Von 1981 bis zu seiner Emeritierung im Jahr 2003 war er Professor für Alte Geschichte an der Universität Oldenburg; seine Nachfolgerin wurde Tanja Scheer.
Sein besonderes Forschungsinteresse galt der lateinischen Epigraphik. Er vermittelte in seiner Lehre das Gesamtgebiet der Altertumswissenschaften von der Bronzezeit bis zur Spätantike und bezog dabei auch zusätzlich die Hilfswissenschaft der Numismatik mit ein.
Als Inhaber des Lehrstuhls für Alte Geschichte war Kneißl federführender Mitbegründer der Abteilung für Alte Geschichte. Sie erforschte die Totalität des historischen Geschehens im Altertum und ihre Dynamik, aus welcher heraus die anfangs politisch, kulturell, sprachlich und wirtschaftlich fragmentierten Gesellschaften des Mittelmeerbeckens zur Oikumene heranwuchsen: zum Herrschafts- und Erfahrungsraum der römischen Welt, der die Grundlage des modernen Europa legte. Die Abteilung für Alte Geschichte in Oldenburg untersucht bis heute gezielt universalhistorische Zugänge zur Alten Geschichte und Entwicklungen der langen Dauer, wobei sie strukturalistische Methoden anwendet, welche Kneißl aus der Schule der Annales übernommen und in Oldenburg eingeführt hatte. Am Beispiel seiner Beiträge zur Kultur- und Wirtschaftsgeschichte zeigte er auf, wie eine Abkehr von der Eindimensionalität der seinerzeit noch vorherrschenden, oftmals einseitigen Personen- und Ereignisgeschichte fachlich kompetent durchzuführen ist.
Gemeinsam mit Volker Losemann gab Kneißl 1988 und 1998 zwei umfangreiche Festschriften für seinen Doktorvater Karl Christ heraus.

## Schriften
Monographien
- Die Siegestitulatur der römischen Kaiser. Untersuchungen zu den Siegerbeinamen des ersten und zweiten Jahrhunderts (= Hypomnemata. Band 23). Vandenhoeck & Ruprecht, Göttingen 1969 (zugleich Dissertation, Universität Marburg 1969).
- Die Berufsangaben auf den Inschriften der gallischen und germanischen Provinzen. Beiträge zur Wirtschafts- und Sozialgeschichte der römischen Kaiserzeit. Habilitationsschrift, Universität Marburg 1977.

Herausgeberschaften
- mit Volker Losemann: Alte Geschichte und Wissenschaftsgeschichte. Festschrift für Karl Christ zum 65. Geburtstag. Wissenschaftliche Buchgesellschaft, Darmstadt 1988, ISBN 3-534-03564-X.[6]
- mit Volker Losemann: Imperium Romanum. Studien zu Geschichte und Rezeption. Festschrift für Karl Christ zum 75. Geburtstag. Steiner, Stuttgart 1998, ISBN 3-515-06929-1.